# Tour of Norway
Tour of Norway – wieloetapowy wyścig kolarski rozgrywany w Norwegii corocznie od 2011.
Wyścig dookoła Norwegii odbywa się od 2011. Od pierwszej edycji należał do cyklu UCI Europe Tour z kategorią 2.2, w latach 2012–2013 z kategorią 2.1, a od 2014 z kategorią 2.HC. Od 2020 został włączony do cyklu UCI ProSeries (edycja z 2020 została ostatecznie odwołana, a Tour of Norway z kategorią 2.Pro odbył się po raz pierwszy rok później).
W 2018 Tour of Norway zostało połączone z wyścigiem Tour des Fjords.
W latach 1983–1985 oraz 1990–1992 rozgrywany był również wyścig amatorski dookoła Norwegii o takiej samej nazwie.

## Zwycięzcy
Opracowano na podstawie:
| Rok  | Pierwsze             | Drugie               | Trzecie               |          |
| ---- | -------------------- | -------------------- | --------------------- | -------- |
| 2011 | Wilco Kelderman      | Daniel Foder         | Vegard Robinson Bugge |          |
| 2012 | Edvald Boasson Hagen | Simon Clarke         | Lars Petter Nordhaug  |          |
| 2013 | Edvald Boasson Hagen | Sérgio Paulinho      | Sondre Holst Enger    |          |
| 2014 | Maciej Paterski      | Marc de Maar         | Bauke Mollema         |          |
| 2015 | Jesper Hansen        | Edvald Boasson Hagen | David López García    |          |
| 2016 | Pieter Weening       | Edvald Boasson Hagen | Sondre Holst Enger    |          |
| 2017 | Edvald Boasson Hagen | Simon Gerrans        | Pieter Weening        |          |
| 2018 | Eduard Prades        | Alexander Kamp       | Edvald Boasson Hagen  |          |
| 2019 | Alexander Kristoff   | Kristoffer Halvorsen | Edvald Boasson Hagen  |          |
| 2020 | odwołany             | odwołany             | odwołany              | odwołany |
| 2021 | Ethan Hayter         | Ide Schelling        | Mike Teunissen        |          |
| 2022 | Remco Evenepoel      | Jay Vine             | Lucas Plapp           |          |
| 2023 | Ben Tulett           | Magnus Sheffield     | Thibau Nys            |          |
| 2024 | Axel Laurance        | Bart Lemmen          | Ådne Holter           |          |